# BesArt
BesArt. The River Museum és un museu d'art urbà a l'aire lliure, ubicat al darrer tram del riu Besòs, entre Santa Coloma de Gramenet, Barcelona i Sant Adrià de Besòs. Es presentà el març de 2023 i és impulsat per l'associació Mediterranean Street Art, el Reial Cercle Artístic de Barcelona i l'Ajuntament de Santa Coloma de Gramenet. Dirigit per David Hernández Alcaraz. el projecte pretén transformar la vora del riu Besòs en un espai museístic on els artistes exposen les seves obres a l'aire lliure i en un entorn natural i verd. Des de la seva inauguració, han participat artistes com Aritz (Octavi Serra Arrizabalaga), primer muralista a exposar la seva creació a BesArt, Sixe Paredes, Mina Hamada, Franco Fasoli o Francesc Punsola, entre d'altres.

## Galeria
- Mural d'El Xupet Negre (2023)
- Mural de Manuel Habreu (2023)
- Mural de J.Loca (2023)
- Mural de Pop (2023)
- Mural de Chiri (2023)
- Mural de Zart (2023)
- Mural de Ziku (2023)